# نقاره‌خانه (دالاهو)
بنای نقاره خانه مربوط به دوره اشکانیان است و در شهرستان دالاهو، بخش مرکز ی، دهستان بان زرده، ۱/۵ کیلومتری جنوب شرق روستای زرده واقع شده و این اثر در تاریخ ۲۶ اسفند ۱۳۸۶ با شمارهٔ ثبت ۲۱۷۵۶ به‌عنوان یکی از آثار ملی ایران به ثبت رسیده است.